# Anders Byberg
Anders Teodor Byberg, född 23 april 1886 i Köla socken, död där 15 januari 1973, var en svensk konstnär och illustratör.

## Biografi
Föräldrar var lantbrukaren Nils Byberg och Kristina Olsson. Byberg studerade först teckning via en korrespondenskurs var därefter student vid Valands målarskola i Göteborg 1910–1911. 
Sedan 1907 medverkade Byberg som illustratör i tidningar för barn, sagoböcker och läroböcker och skrev även ett antal barnböcker om huvudpersonen Lilleman. För jubileumsutställningen i Göteborg 1923 och Nordiska museet utförde han modeller som användes vid utställningarna och han formgav även glasmålningarna till korfönstren i Köla kyrka. 

### Varia
- Värmländskt svedjebruk vid tiden omkring år 1860. Stockholm. 1929. Libris 11936400
- Teckningar. [Åmotfors]: [Fören. Köla stämma]. 1973. Libris 1892730
- Ödets lekboll : en tecknares levnadsminnen. [Åmotfors]: [Föreningen Köla stämma]. 1973. Libris 1255758

Därutöver illustrerade Byberg en stor mängd böcker.